# Jüdischer Friedhof (Worms-Heppenheim)

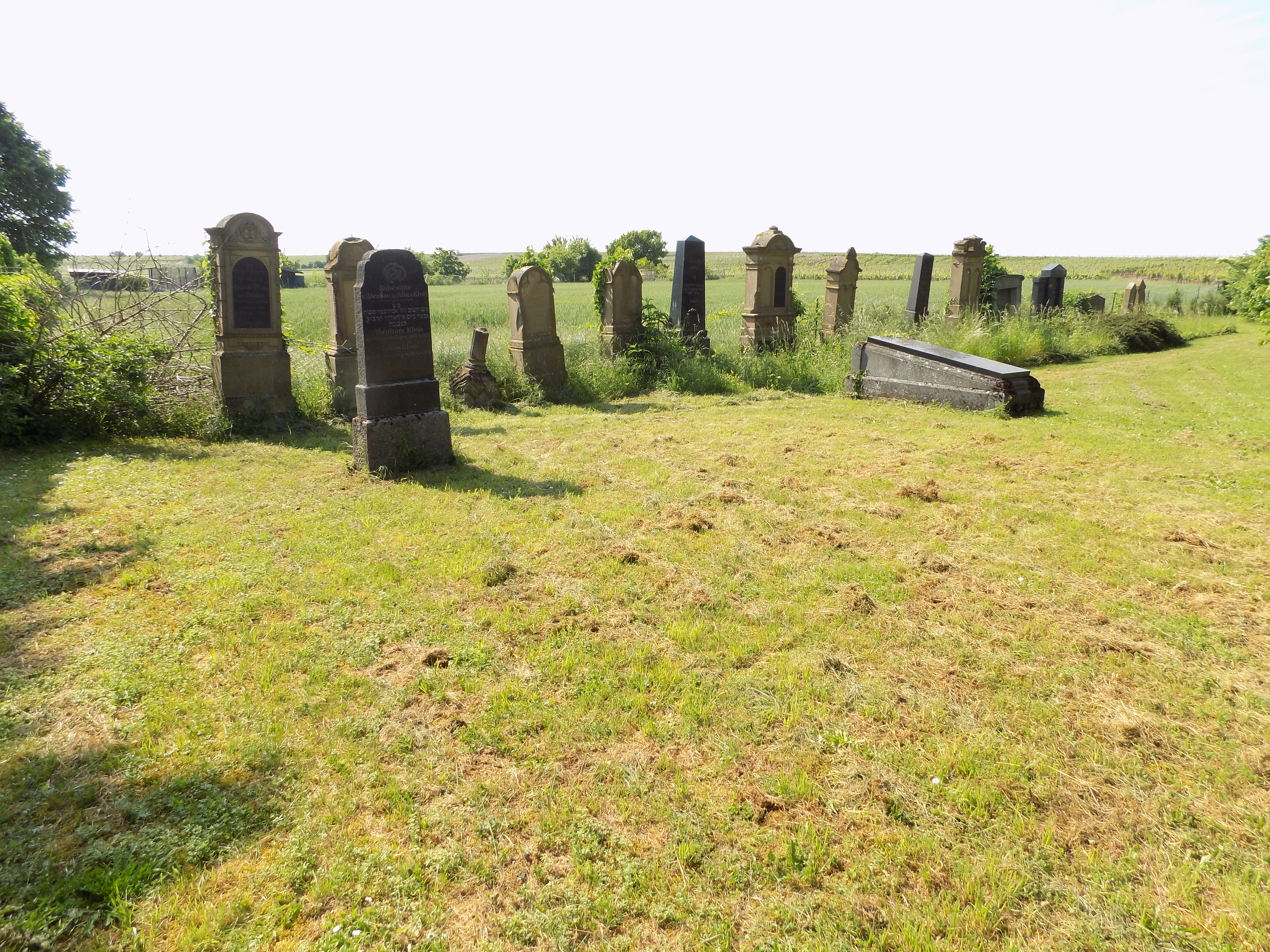
Der Jüdische Friedhof in Worms-Heppenheim

Der Jüdische Friedhof Worms-Heppenheim ist ein jüdischer Friedhof im Wormser Stadtteil Heppenheim mit 18 erhaltenen Grabsteinen (Mazewot) von 1900 bis 1935. Er liegt nördlich des kommunalen Friedhofs in der Straße Am Friedhof und ist ein geschütztes Kulturdenkmal.

## Geschichte
Obwohl jüdische Einwohner in Heppenheim an der Wiese ab 1722 nachweisbar sind, wurde dort erst 1895 ein jüdischer Friedhof angelegt; zuvor wurde zunächst der jüdische Friedhof in Dalsheim und ab 1867 der jüdische Friedhof in Pfeddersheim genutzt. Zur Anlage des Friedhofs schenkte die Gemeinde Heppenheim an der Wiese den Heppenheimer Juden ein Grundstück nördlich des Dorfes. Nach einer Auflistung von 1896 hatten dort acht Familien Beerdigungsrechte. Die erste Bestattung auf dem Gelände erfolgte 1900, die letzte 1935.
Nach den Novemberpogromen 1938 wurde der Friedhof verwüstet: Die Gräber wurden geschändet und die Umfassungsmauer eingerissen. Der Friedhof wurde im Frühjahr 1945 weitgehend wiederhergestellt, möglicherweise auf Veranlassung des ehemaligen Ortsgruppenleiters der NSDAP. 1953 erhielt der Friedhof eine neue Einzäunung an Stelle der weitgehend abgetragenen Umfassungsmauer.
Der Friedhof wurde am 7. November 1990 als Denkmalzone ausgewiesen. Ziel der Unterschutzstellung ist „die Erhaltung der gesamten Anlage […] als letzter Hinweis auf die ehemalige jüdische Gemeinde in Heppenheim und als Denkmal deutsch-jüdischer Geschichte.“

## Beschreibung
Der Friedhof umfasst ein dreieckiges Grundstück von 337 m², das auf seiner Südseite an die Mauer des kommunalen Friedhofs grenzt. Von der Umfassungsmauer entlang der Ostseite, dem Monsheimer Weg, ist noch ein kurzes Teilstück an der Nordspitze des Friedhofs erhalten, der Rest der Ostseite und die gesamte Westseite sind durch einen Zaun abgegrenzt.
Die 18 geosteten Gräber mit 24 Bestattungen sind in zwei Grabreihen angelegt: Eine 16 Gräber umfassende Reihe entlang der Westgrenze und davor eine zwei Gräber umfassende Reihe. Bei allen Gräbern ist der Grabstein erhalten, allerdings fehlen bei sieben Grabsteinen die Inschriftentafeln; sie wurden wahrscheinlich zwischen 1938 und 1945 zerstört.
Der Friedhof gehört heute der Jüdischen Gemeinde Mainz.